# Eustache Le Sueur
Eustache Le Sueur ou Lesueur (Paris, 19 de novembro de 1617 – Paris, 30 de abril de 1655) foi um artista francês e um dos fundadores da Academia de Belas-Artes de Paris. Ele é conhecido principalmente por suas pinturas de assuntos religiosos.